# Benton (New Hampshire)
Benton – miasto w Stanach Zjednoczonych, w stanie New Hampshire, w hrabstwie Grafton.